# Мачерет Борис Олександрович
Бори́с Олекса́ндрович Мачере́т — радянський український кінооператор.

## Життєпис
Народився 28 листопада 1927 р. в Москві в родині кінорежисера, сценариста й теоретика кіно О. В. Мачерета. Закінчив Одеське мореходне училище (1948) та Всесоюзний державний інститут кінематографії (1967). 
Працював асистентом оператора на Ташкентській кіностудії (1942—1943), плавав на судах (1948—1956). 
З 1956 р. — кінооператор (а також оператор комбінованих зйомок) на Одеській кіностудії.
У 1972—1982 рр. був членом Спілки кінематографістів УРСР.
Помер 30 листопада 1982 р. в Одесі. 

## Фільмографія
Брав участь у створенні фільмів:
- «Степові світанки» (1959)
- «Таємниця Дімки Кармія» (1960, комбін. зйомки)
- «Бокс» (1962)
- «Мрії назустріч» (1963, комбін. зйомки у співавт.)
- «Царі»
- «Наш чесний хліб» (1964, комбін. зйомки)
- «Вірність» (1965, комбін. зйомки)
- «Ескадра повертає на Захід» (1965, комбін. зйомки у співавт. з Г. Шуркіним та І. Міхельсом)
- «Товариш пісня» (1966, комбін. зйомки у співавт.)
- «Формула райдуги» (1966, у співавт. з В. Авлошенком i Д. Федоровським)
- «Одеські канікули» (1966)
- «Дубравка» (1967, комбін. і підводні зйомки у співавт.)
- «Один шанс із тисячі» (1968, комбін. зйомки)
- «День янгола» (1968, комбін. зйомки)
- «Білий вибух» (1969, 2-й оператор)
- «Чортова дюжина» (1970, комбін. зйомки)
- «Севастополь» (1970)
- «Море нашої надії» (1971, комбін. зйомки)
- «Поїзд у далекий серпень» (1972)
- «Я — Водолаз-2» (1975, комбін. і підводні зйомки)
- «Мене чекають на землі» (1976)
- «Червоні дипкур'єри» (1977)
- «Загін особливого призначення» (1978, комбін. зйомки)
- «У мене все гаразд» (1978)
- «Фотографії на стіні» (1978, комбін. зйомки)
- «Хліб дитинства мого» (1978, комбін. зйомки) та ін.